# Хазин, Соломон Моисеевич
Соломон Моисеевич Хазин (31 декабря 1910 (13 января 1911) — 26 октября 1986, Челябинск] — советский инженер-конструктор, лауреат Ленинской премии (1966).
Родился в Белой Церкви Киевской губернии.
С 1932 года работал на Кировском заводе (Ленинград). В 1939 г. окончил машиностроительный техникум.
В августе 1941 года вместе с заводом эвакуировался в Челябинск и с тех пор работал на ЧТЗ: механик (1941-45), начальник цеха, старший мастер, начальник стана по накатке шестерен (1947-58), начальник участка, инженер-конструктор, с 1958 наладчик кузнечно-прессового оборудования.
В составе бригады специалистов разработал и внедрил новый технологический процесс накатки крупномодульных шестерен, дающий значительную экономию расхода металла и в 16 раз повысивший производительность. За эту работу в 1966 году удостоен Ленинской премии.